# Wongyekokia angustris
Wongyekokia angustris (лат.) — ископаемый вид жуков-мягкотелок, единственный в составе монотипического рода Wongyekokia. Отпечатки обнаружены в отложениях Юго-Восточной Азии (Китай, Гонконг, Ping Chau Formation, возраст около 60 млн лет; Hong Kong, остров Peng Chau Island). Мелкие жуки, длина тела около 6 мм, длина надкрылий 4,0 мм, ширина около 1,5 мм.